# Heliconia rostrata
Heliconia rostrata là một loài thực vật có hoa trong họ Heliconiaceae. Loài này được Ruiz & Pav. mô tả khoa học đầu tiên năm 1802.

## Hình ảnh

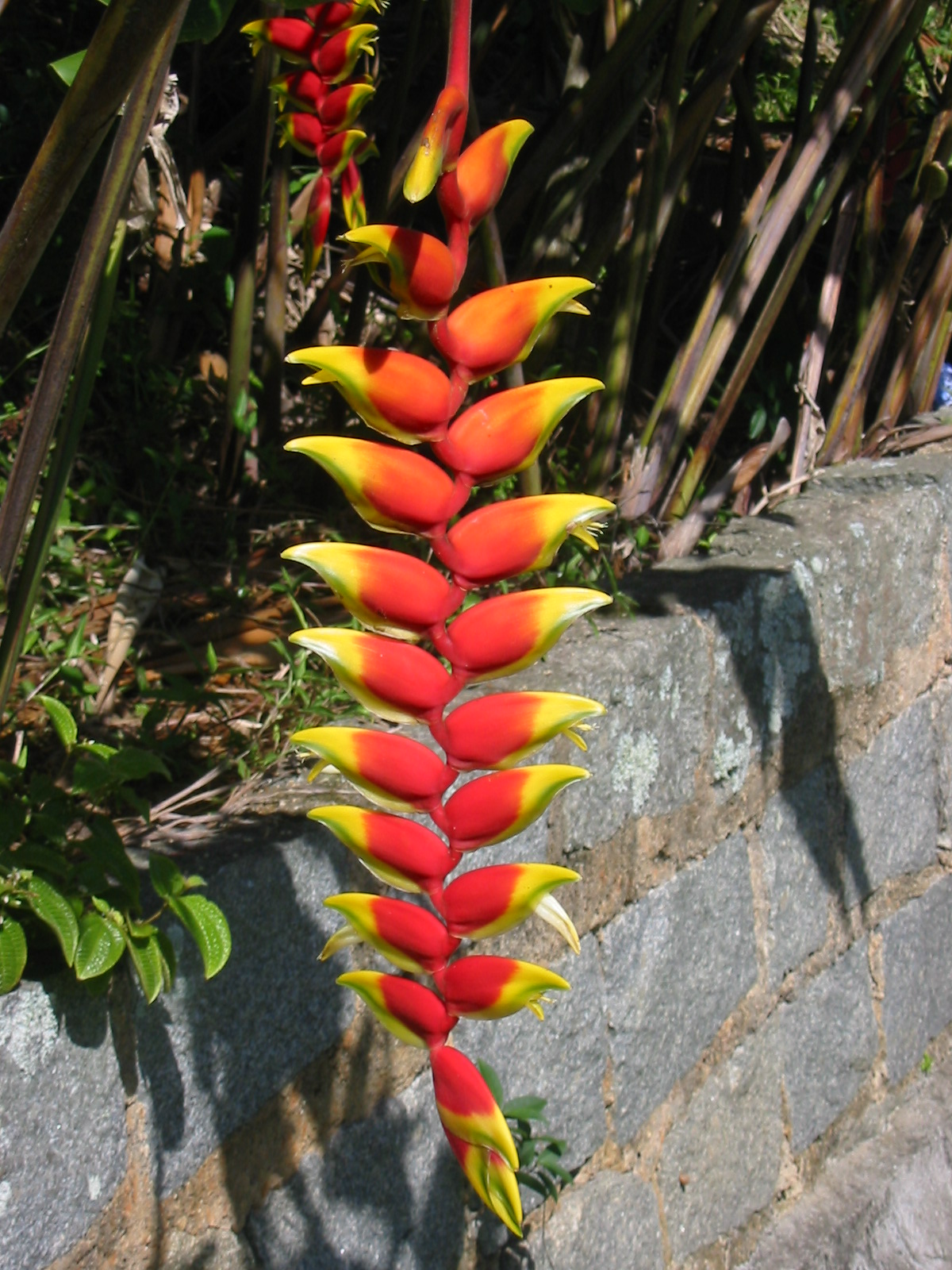
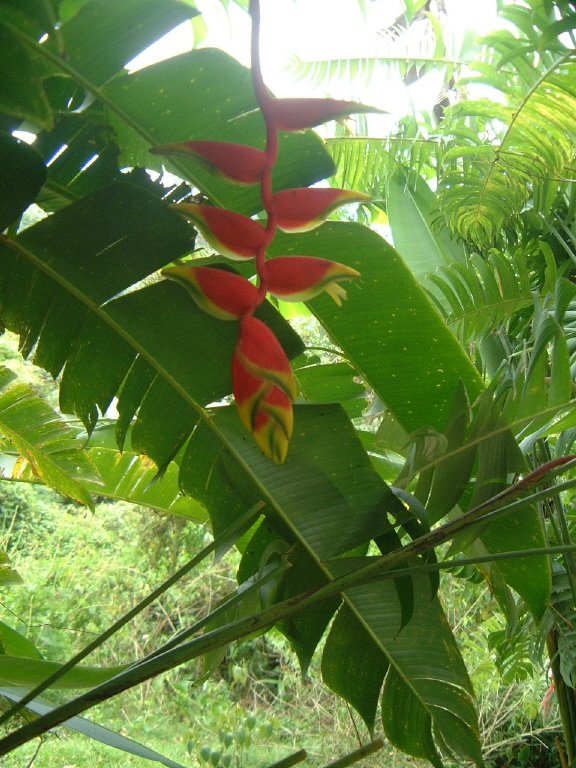
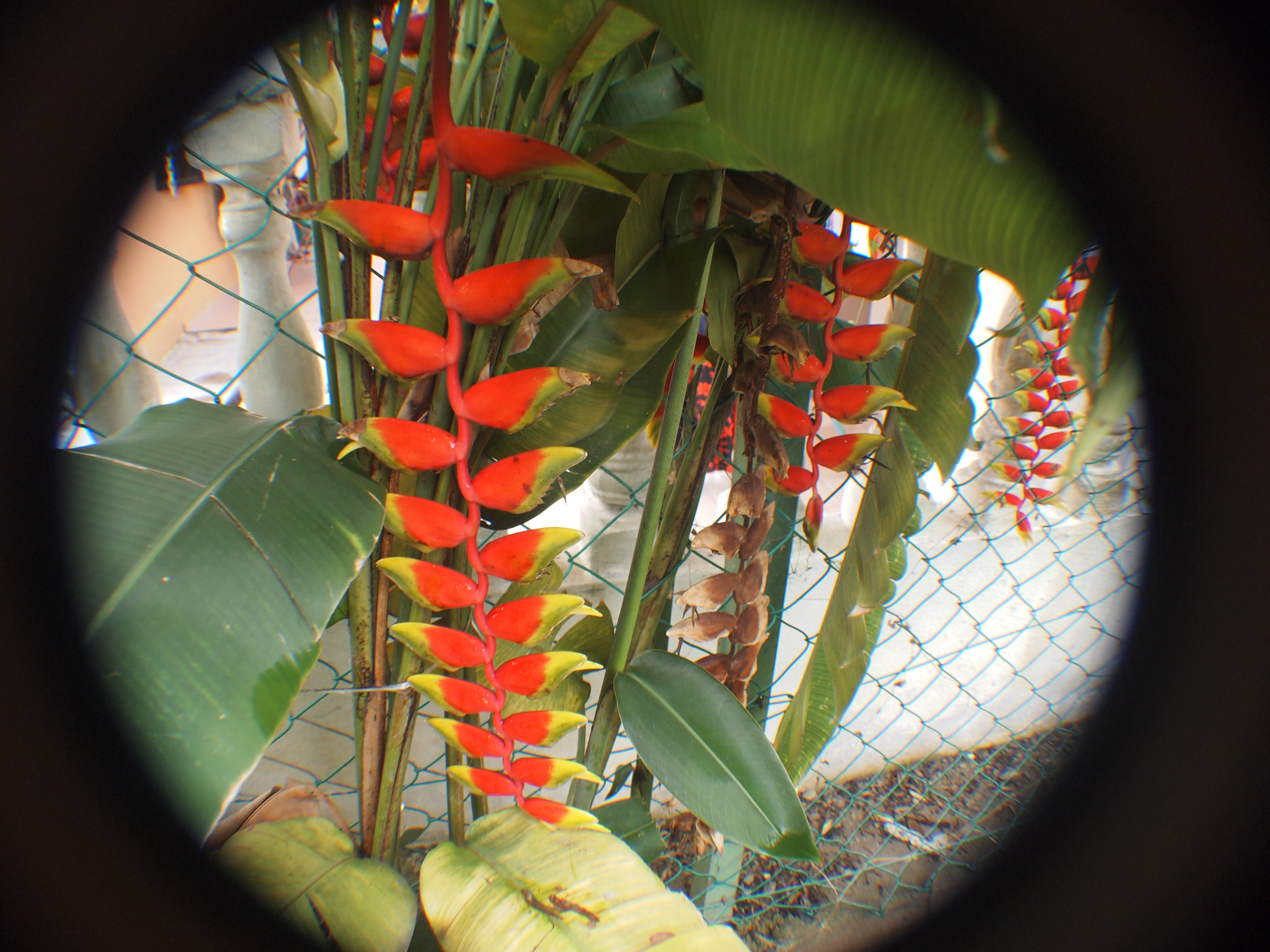
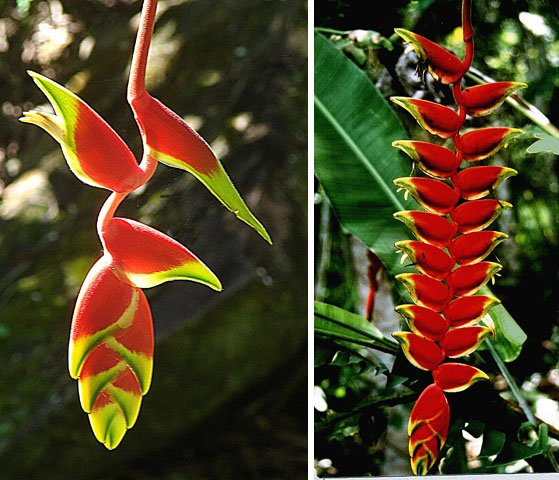